# Дмитриевы-Мамоновы
Дми́триевы-Мамо́новы — русский графский и дворянский род из числа смоленских Рюриковичей. Род Мамоновых внесён в Бархатную книгу. При подаче документов в феврале 1682 года, для внесения рода в Бархатную книгу, была предоставлены родословная роспись Дмитриевых, челобитная Василия, Ильи и Афанасия Михайловых детей Дмитриевых о разрешении им писаться Дмитриевыми-Мамоновыми для разделения от поколений других Дмитриевых и в 1686 году вышел царский указ о пожаловании писаться им Дмитриевыми-Мамоновыми.

## Происхождение и история рода
Происходит от князя Константина Ростиславовича Смоленского, внук которого, Александр Юрьевич Нетша, был родоначальником Дмитриевых, Дмитриевых-Мамоновых и Даниловых.
Григорий Андреевич Дмитриев († в 1510 г.) был окольничим; Михаил Самсонович Дмитриев был воеводой и наместником звенигородским, убит в бою с казаками в 1617 г. Сын его Михаил Михайлович Дмитриев был стольником и воеводой в г. Севск, где вторым воеводой одновременно с ним был Скрябин Михаил Фёдорович. Потомки Михаила Михаловича в 1689 г. получили грамоту именоваться Дмитриевыми-Мамоновыми. В 1688—1689 годах воевода г. Царицын Илья Михайлович Дмитриев-Мамонов.
В Боярской книге за 1692 год записаны стольники: Афанасий и Илья Михайловичи Дмитриевы-Мамоновы.
Н. А. Баскаков не сомневается в тюркской основе прозвища. Он считает, что наименование фамилии восходит к слову маммун (момун) — «тихий, скромный», что, по его мнению, вместе с наличием такого имени у казанцев усиливает доказательства в пользу казанско-тюркского происхождения фамилии, наличие полумесяца и восьмиконечной звезды на родовом гербе — является подтверждением казанского происхождения.
Василий Афанасьевич Дмитриев-Мамонов (ум. 1739) — адмирал, жена — Грушецкая, дочь боярина и стольника Михаила Фокича Грушецкого.
Их дети: Матвей (1724—1810) — сенатор, тайный советник, президент Вотчинной коллегии, владел участком в районе нынешнего Мамоновского (Мамонова) переулка, Елена (1716-ок. 1744) и Екатерина. Елена Васильевна замужем за графом Александром Григорьевичем Строгановым (02.11.1698, ум. 07.11.1754), похоронена в церкви во имя Святителя Ник. Чудотв. в Котельниках в Москве. Екатерина Васильевна вышла замуж за Ивана Андреевича Фонвизина — их дети: Денис Иванович Фонвизин (р. между 1743 и 1745, ум. 1792) — легендарный драматург, Павел Иванович (ум. 1803) — пятый директор Московского университета (1784—1796), и Феодосия Ивановна, которая вышла замуж за премьер-майора Василия Алексеевича Аргамакова, сына Алексея Михайловича Аргамакова (1711—1757) — первого директора Московского университета (1755—1757).
Матвей Васильевич Дмитриев-Мамонов (1724—1810) (сын Василия Афанасьевича и Грушецкой) был правителем Смоленского наместничества и сенатором. О сыне его Александре, фаворите императрицы Екатерины II, — см. соотв. статью. Со смертью, в 1863 г., его единственного сына окончательно пресёкся род графов Дмитриевых-Мамоновых, дворянская же отрасль существует доныне. Александру Ипполитовичу Дмитриеву-Мамонову (1847—1915), действительному статскому советнику, чиновнику МПС, Именным Высочайшим Указом 1913 г. дозволено потомственно пользоваться графским титулом Всероссийской Империи с правом передачи его старшему в роде (Гербовник XXI, 1).
Род Дмитриевых-Мамоновых внесён в V и VI части дворянской родословной книги Московской губернии (Гербовник I, 30 и II, 21).

## Описание гербов

#### Герб. Часть II. № 21.
Герб рода дворян Дмитриевых-Мамоновых: Щит разделён горизонтально на две части, из коих в верхней, разрезанной перпендикулярной чертой, в правом голубом поле изображен стоящий ангел в серебрянотканой одежде, держащий в правой руке меч, а в левой золотой щит. В левом серебряном поле чёрная пушка, означенная на золотом лафете, поставленном на зелёной траве, и на пушке сидит райская птица. В нижней части, окруженной с трёх сторон серебряными облаками, в красном поле перпендикулярно означена стрела, летящая вверх через серебряный полумесяц, обращённый рогами вверх, на поверхности коих видны по одной восьмиугольной серебряной звезде. и между ними золотая корона с четырьмя павлиньими перьями. Щит увенчан обыкновенным дворянским шлемом с дворянской на нем короной. намет на щите голубого и красного цвета, подложенный серебром. Щит держат два льва.

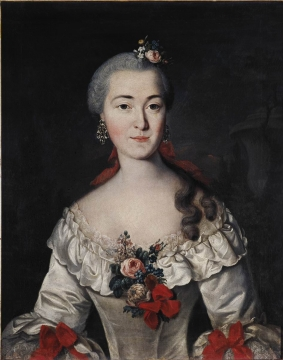
Мария Ивановна Мамонова, ур. Татищева на портрете 1759 года

#### Герб. Часть I. № 30.
Герб графа Александра Дмитриевича Дмитриева-Мамонова: поперек разделенного щита, верхняя половина разрезана пополам. На первом, синем поле, находится стоящий серебряный ангел, лицом обращенный и в правой руке держащий обнаженный меч. На втором, серебряном поле, медная пушка на красном лафете, обращенная в левую сторону, на затравке которой райская птица в естественном виде. Внизу, по левую сторону, желтый щит. В нижней части, с трех сторон серебряными облаками окруженной, в красной половине щита видна прямостоящая, с перьями внизу, серебряным полумесяцем вверх обращенным, объятая с обеих сторон восьмиугольными звездами сопровождаемая, вверх сквозь золотую корону, на которой с обеих сторон по два павлиньих пера, пущенная серебряная стрела. На щите графская корона, над которой передом обращенный, открытый, красного подбоя, с висящим клейдоном и с опущенным наметом, с правой стороны серебряного и синего, а с левой серебряного и красного цветов, увенчанный золотой короной рыцарский шлем, из которого видны четыре павлиньих пера. Щитодержатели по обеим сторонам — два назад смотрящие льва в естественном виде, с загнутыми хвостами.

## Геральдика
В роде Дмитриевых-Мамоновых использовались два варианта герба, для графской и дворянских ветвей.
Дмитриевы-Мамоновы получили графский титул от императора священной Римской империи 09 мая 1788 года. Высочайшем указом от 05 апреля 1797 года граф римской империи Александр Матвеевич Дмитриев-Мамонов возведен в графское достоинство Российской империи. Графский герб утверждался дважды: в 1798 г. (ОГ.I. 30) и в 1917 г., для младшей ветви (ОГ. XXI. 1). В первом случае он отличался от дворянского щитком с чёрным двуглавым российским орлом с вензелем на груди императора Павла I, отсутствием в руке ангела щита, цветом некоторых эмблем и венчающей щит графской короной. Известны варианты без щитка. Во втором случае изображение соответствовало раннему, но, на основании определения Правительствующего сената по Департаменту герольдии от 26 ноября 1915 года, было дополнено княжеской мантией и короной (шапкой), подчеркивающей принадлежность семьи к потомству Рюрика.

## Известные представители рода Дмитриевых-Мамоновых
- Дмитриев-Мамонов, Василий Афанасьевич  — адмирал, командовал Днепровской военной флотилией при императрице Анне Иоанновне.
  - Дмитриев-Мамонов, Матвей Васильевич (1724—1810) — сенатор, действительный тайный советник, главный директор Екатерининской больницы.
    - Дмитриев-Мамонов, Александр Матвеевич (1758—1803) — один из фаворитов Екатерины II.
      - Дмитриев-Мамонов, Матвей Александрович (1790—1863), российский командир эпохи наполеоновских войн, генерал-майор.
- Дмитриев-Мамонов, Иван Ильич (1680—1730) — русский военачальник и государственный деятель, морганатический супруг царевны Прасковьи Иоанновны.
- Дмитриев-Мамонов, Федор Иванович (1728—1805) — русский писатель-вольнодумец, бригадир, коллекционер.
- Дмитриев-Мамонов, Михайло Михайлович — стольник и воевода в Севске.
- Дмитриев-Мамонов, Александр Иванович (1787—1836) — командир Клястицкого гусарского полка, художник-баталист.
  - Дмитриев-Мамонов, Эммануил Александрович (1824—1884) — художник-портретист, график, славянофильский публицист и искусствовед. Сын предыдущего.
  - Дмитриев-Мамонов, Ипполит Александрович (1825—1884) — художник-оформитель, карикатурист. Брат предыдущего.
    - Дмитриев-Мамонов, Александр Ипполитович (1847—1915) — русский историк, географ, экономист. Сын предыдущего